# 奇异碱蓬
奇异碱蓬（学名：Suaeda paradoxa）是苋科碱蓬属的植物。分布于中亚、欧洲以及中国大陆的新疆、青海等地，生长于海拔2,300米的地区，多生于路边、荒地、沟边和水旁等处的湿润的盐碱土上，目前尚未由人工引种栽培。